# Solenoptera chalumeaui
Solenoptera chalumeaui là một loài bọ cánh cứng trong họ Cerambycidae.